# کان‌رفت
کان‌رُفت یا کان‌رسوب (به انگلیسی: Illuvium)، ماده‌ای است که بر اثر عمل آب باران در سطح یک خاک از یک لایه به لایه دیگر جابجا می‌شود. حذف مواد از لایه خاک را آبرفت می‌گویند. حمل مواد ممکن است مکانیکی یا شیمیایی باشد. فرایند نهشته‌گذاری کانسارها را کان‌رفت (illuviation) می‌نامند. این یک انتقال با کمک آب در جهت عمودی است، در مقایسه با آبرفتی ، انتقال افقی آب جاری. نهشته‌های به دست آمده را نهشته‌های کان‌رفتی (illuvial deposit) می‌نامند. کوتان‌ها نوعی نهشته‌های کانی هستند.
کان‌رفت‌ها شامل مواد آلی، خاک رس سیلیکاته و اکسیدهای آبدار آهن و آلومینیوم هستند.